# Desognaphosa carbine
Desognaphosa carbine is een spinnensoort uit de familie Trochanteriidae. De soort komt voor in Queensland.